# Reed Főiskola
A Reed Főiskola bölcsészettudományi magánintézmény az Amerikai Egyesült Államok Oregon államának Portland városában. Az 1908-ban megnyílt tudor-neogótikus stílusú campus Eastmoreland városrészben található.
A hallgatóknak az első évben kötelező bölcsészettudományi tanulmányokat folytatniuk és szemináriumi dolgozatot írniuk. Az intézmény a progresszív módszereiről, az érdemjegyek kisebb hangsúlyáról, az értékelések inflálódásának hiányáról, oktatási szigoráról és a továbbtanulók magas arányáról ismert.
Az öregdiákok közül 118 Fulbright-, 67 Watson-, három pedig Churchill-ösztöndíjas, továbbá 32-en Rhodes-ösztöndíjasak (ami a bölcsészettudományi intézmények között a második legmagasabb), ketten pedig MacArthur-díjasak. A Reed Főiskola a PhD-képesítésben továbbtanulók számát tekintve országosan a negyedik.

## Története
A Reed Intézetet 1908-ban alapították, első évfolyama 1911-ben indult. Névadói Simon Gannett Reed és Amanda Reed. Simon Gannett Reed William S. Ladd egykori portlandi polgármester kereskedőtársa volt. A Reed házaspárt a templomi kórusból ismerő Thomas Lamb Elliot meggyőzte Simon Reedet egy „maradandó örökségű” iskola szükségességéről, és azzal viccelődött, hogy „működtetéséhez egy bánya kell”. Reed akarata szerint felesége birtokuk egy részét Portland és lakosainak javára ajánlja fel. Ladd fia, William Mead Ladd a Ladd Estate Company tulajdonából 16 hektár földet ajánlott fel egy főiskola létesítésére. A Reed első rektora William Trufant Foster volt, aki szerint az ideális főiskola azzal harcol a lustaság ellen, hogy a szellemi és erkölcsi követelményeket az amerikai fiatalság tartós kihívásává teszi.
A közhiedelemmel ellentétben az intézmény nem a hallgatók követelései és az oktatási kísérletek által, hanem a merev bölcsészettudományi követelmények lazítása iránti szándék miatt jött létre. Az Ivy League szerinti felfogással ellentétben nem alakultak ki versenysportcsapatok, diákszövetségek, valamint nemek szerinti szegregáció sem, így az intézmény teljes egészében az oktatás irányába orientálódott.
Az 1930-as években Dexter Keezer rektor aggódott a klikkesedés és az alkoholfogyasztás miatt. A hallgatói tanács szerint a szesztilalom nem volt érvényes a campusra, az ellentétes neműek kollégiumába való átjárás tiltását pedig nem tartották be.
A második világháborút követően a veteránok hazatérésének köszönhetően a hallgatói létszám meredeken emelkedett.
Az intézmény a hallgatók körében terjedő politikai progresszivizmusáról vált ismertté.

## Eltérések más intézményekhez képest
Burton Clark szociológus szerint a Reed Főiskola az USA egyik legszokatlanabb felsőoktatási intézménye. Természettudományi képzéseket is kínál, de minden gólyának kötelező egy bölcsészettudományi bevezető kurzus elvégzése, amely az ókori görögök, rómaiak, zsidók és Mezo-Amerika történelmébe, a héber Bibliába, valamint a harlemi reneszánszba nyújt betekintést. Itt található az ország egyetlen olyan oktatóreaktora, amelyet alapképzésben részt vevő hallgatók működtetnek. A képzés utolsó évében az abszolutórium előfeltétele egy két féléves kutatási projekt elvégzése oktatói vezetéssel, majd szemináriumi dolgozat írása, és ennek szóbeli megvédése.
A hallgató-oktató arány 9:1, így a kurzusok kiscsoportos viták formájában zajlanak. Ugyan az intézménynek vannak nagyobb előadótermei, a kisebb létszámú kurzusokat részesítik előnyben.
Ugyan használnak érdemjegyeket, a hangsúlyt a szöveges teljesítményértékelésre helyezik. Az érdemjegyeket ugyan rögzítik, de a hallgatóval és tanácsadójával csak akkor közlik, ha az érdemjegyek nem érik el a C (közepes) értékelést (a hallgatók leckekönyvüket kikérhetik). A vizsgadolgozatokat a hallgatók szöveges értékeléssel kapják vissza. A 3,5-ös átlagot elérő hallgatók dicséretben részesülnek, amely bekerül leckekönyvükbe is. Sok hallgató az érdemjegyei ismerete nélkül szerez diplomát. Az értékelésben nem jellemző az engedékenység: 1983 és 2012 között mindössze tíz hallgató érte el a 4-es átlagot (az értékeléshez magyarázatot mellékelnek, hogy a mesterképzésbe jelentkező hallgatókat ne érhesse hátrány). Kitüntetéses okleveleket nem bocsátanak ki, helyette a hallgatókat más módokon jutalmazzák (például a Phi Beta Kappa diákszövetségbe íratással).
Az intézménynek nincsenek diákszövetségei és versenysportcsapatai, viszont a testnevelés kötelező.
A hallgatói és oktatói tevékenységet etikai kódex szabályozza. A kihágási ügyek a 12 hallgatóból álló etikai bizottság elé kerülnek. A konfliktusok kezelésére mediációs bizottságot hoztak létre.
Ez azt jelenti, hogy a becsület elve által irányított közösség nem a szabályok és eljárások, hanem az erények közössége. Mint ilyen, a szabadságtalanság közössége. Nincs védettség; soha nem lehet a jogok doktrínája mögé menekülni vagy ott védelmet keresni. Bárki bármit tesz, az ítélet tárgya lehet. Erényes volt-e, amit tett? Összhangban volt-e a becsületességgel Hozzájárult a közösség jólétéhez? Az a fajta viselkedés, amelyet szívesen látunk és ösztönözni kívánunk? Jogok hiányában az olyan viselkedés, amelyet nem látunk szívesen, egyáltalán nem élvezhet védelmet.

## Kampusz

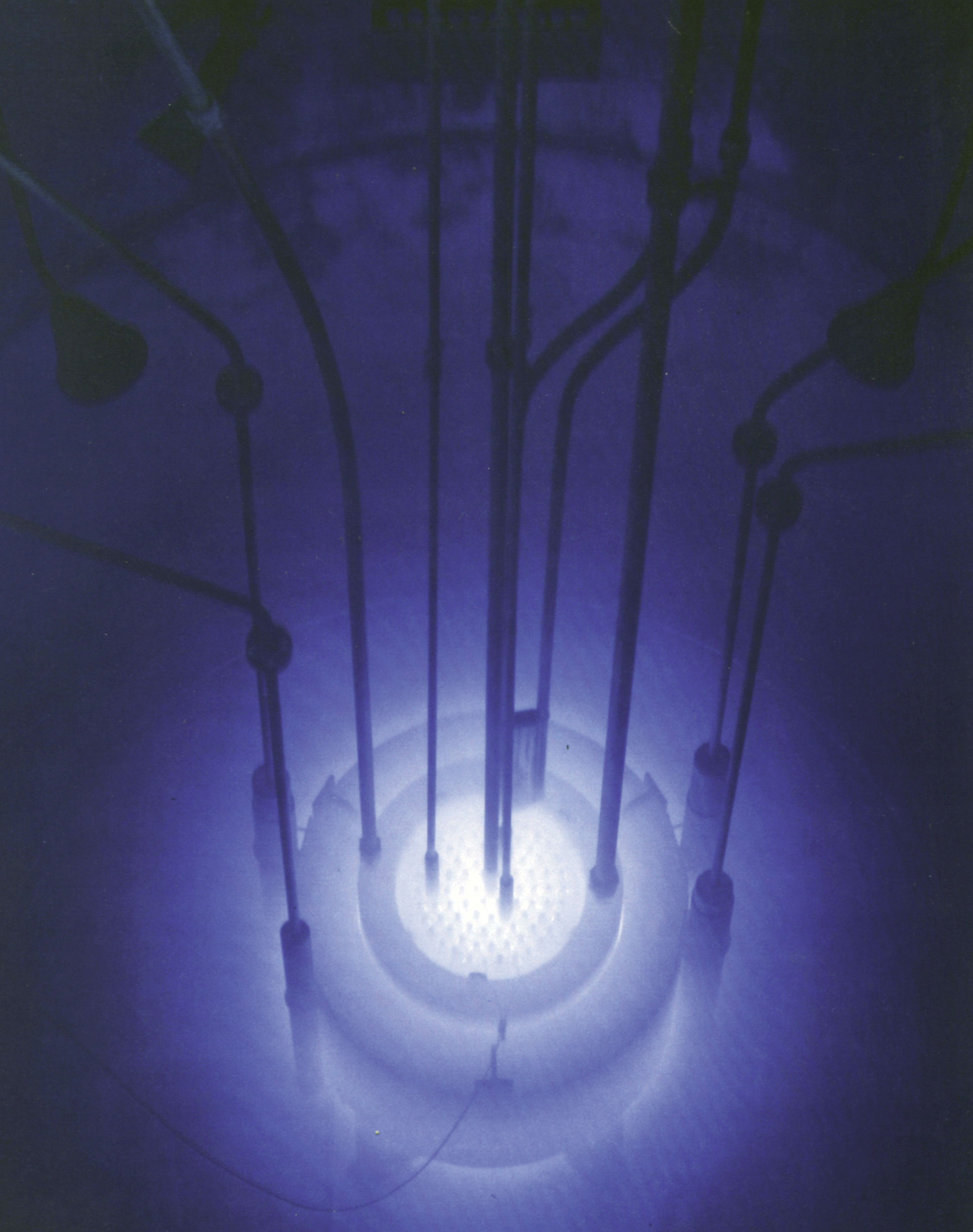
Cserenkov-effektus a tanreaktorban

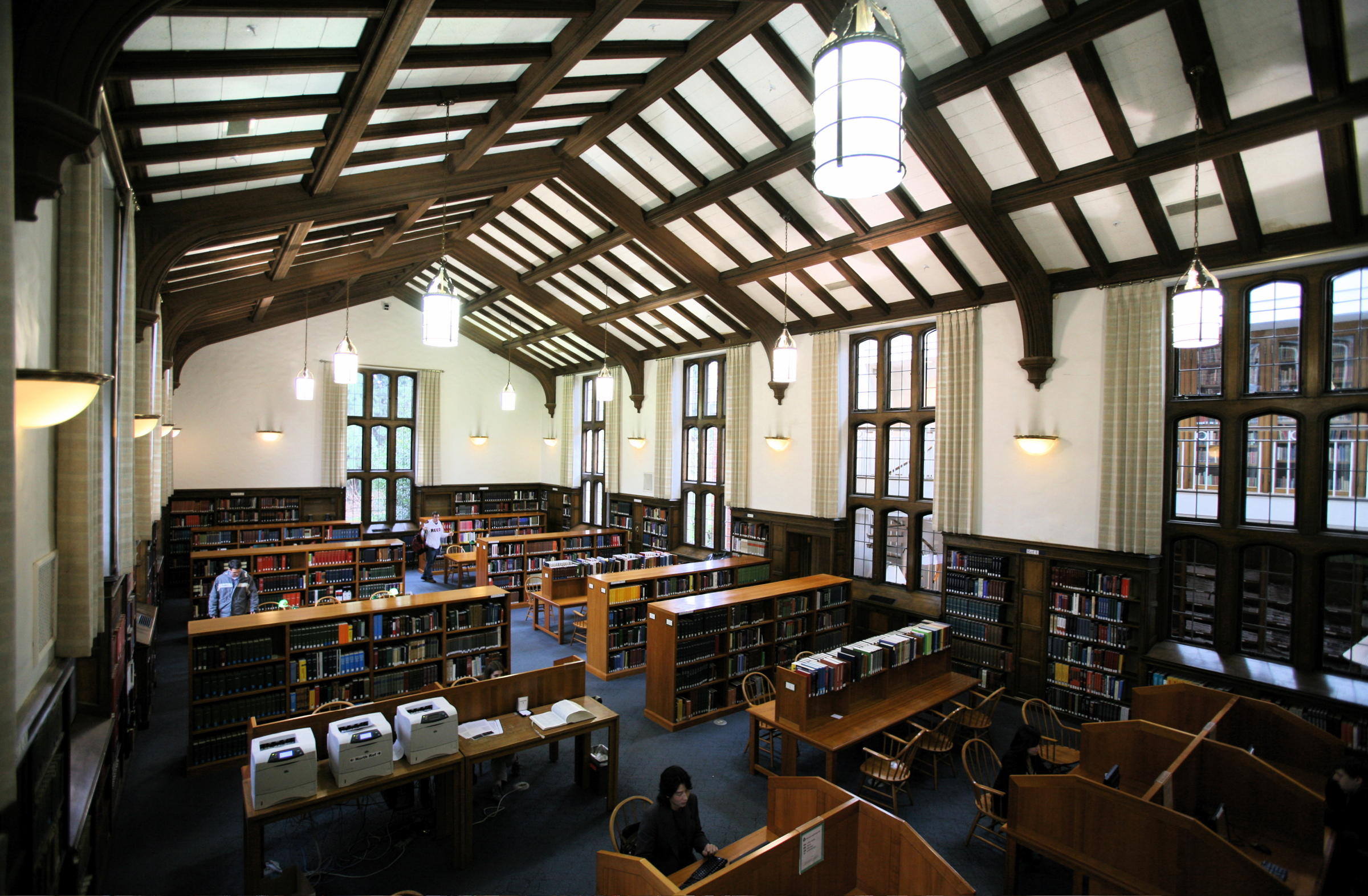
A könyvtár olvasóterme

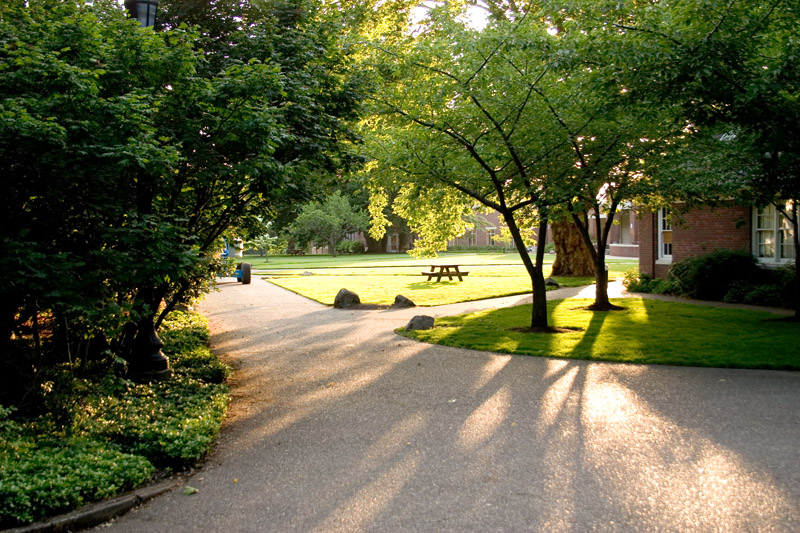
A campus 2006-ban

A campus 1910-ben jött létre Portland délkeleti részén a Ladd-birtok részét képező Crystal Springs Farmon. A 0,47 km2-es területhez egy lápos rész (Reed-szurdok) is tartozik.
Az oxfordi St. John’s College mintájára A. E. Doyle portlandi építész kidolgozott egy tervet, ami teljes egészében soha nem készült el. Az első épületek (könyvtár, kollégium és Eliot épület) a többi Ivy League-egyetemhez hasonlóan tudor-neogótikus stílusú téglastruktúrák. A tudományos oktatóépületek modernista stílusúak; a pszichológia tanszék épületét Pietro Belluschi tervezte.
A campus több átalakításon esett át; ma 21 oktatási épülete és 18 kollégiuma van. Területe először 2004-ben nőtt. 2007. július 13-án a Botsford Drive-tól nyugatra egy 0,61 hektáros területet vásároltak, ahol a 2007–2008-as tanév során ideiglenesen hallgatók egy kis csoportját szállásolták el, hosszabb távon pedig állandó kollégiumot terveztek.

### Kollégiumok
Az egyetem a campuson és közvetlen környezetében elhelyezkedő 18 kollégiumban és apartmanházakban összesen 945 férőhelyet biztosít. Az épületek különböző stílusúak és némelyikük érdeklődési kör szerint felosztott (például a japán kultúra vagy a túrázás iránt érdeklődő hallgatók). A legkevésbé kedvelt épületegyüttes a modernista MacNaughton–Foster-Scholz-komplexum; a hallgatók szerint a hosszú folyosók és egyforma ajtók elmegyógyintézetre emlékeztetnek. 2006 előtt úgy gondolták, hogy ezeket Pietro Belluschi tervezte. A 2006-ban elfogadott tízéves fejlesztési terv szerint előbbit átalakítják, utóbbit pedig lebontják. Célul tűzték ki, hogy a hallgatók 75%-ának tudjanak férőhelyet biztosítani.
2007 tavaszán négy új kollégium (Aspen, Sequoia, Sitka és Bidwell) építése kezdődött; a LEED energiahatékonysági elismeréssel rendelkező épületeket 2008 őszén adták át. Később egy ötödik kollégium is megnyílt spanyolok számára; ezzel a férőhelyek száma 142-vel emelkedett.
Portland Eastmoreland és Woodstock városrészeiben a hallgatók lakásokat bérelhetnek.
2018. február 21-én az intézmény legnagyobb kollégiumának építését jelentették be. A 2019 őszén megnyílt Trilliumban 180 férőhely található, ezzel a kollégiumi kapacitás 68-ról közel 80%-ra nőtt. Az új épülettel garantált az első- és másodévesek kollégiumi elhelyezése; a másodévesek férőhelyeit korábban sorsolták. Az új épülettel a legmagasabb, platina fokozatú LEED-fokozatot célozták meg; a tetőn napelemek elhelyezésének lehetőségét vizsgálják.

### Szurdok
A Reed-szurdok az oktatási épületek és a kollégiumok között fekvő lápos terület, melyet a Kristály-patak lát el vízzel. Az 1915-ben félévente megrendezett szurdoknapon a hallgatók és oktatók a szurdok munkatársainak segítenek a megőrzési munkálatokban.
A szurdokon keresztülhaladó Kék híd az 1959 és 1991 között itt lévő, negyven méter hosszú és 4,6 méter magas feszített gerendás konzolos műtárgyat váltotta, amely építése idején építészeti szenzációnak számított. 2008 őszén az északi és déli campusokat összekötő, 110 méter hosszú hidat adtak át.

### Galéria
A Douglas F. Cooley Galéria a könyvtár bejáratánál kialakított, nemzetközileg elismert kiállítótér, amely 1988-ban jött létre a Susan és Edward Cooley által fiuk emlékére biztosított adományból. Az évi három-négy kiállítás mellett oktatásokat és művészeti sétákat is szerveznek.

### Vendéglátás
A Bon Appétit Management Company által üzemeltetett étterem fenntartható forrásból származó élelmiszerekkel dolgozik. Hosszú ideje fennálló szokás, hogy a hallgatók a maradék ételüket felajánlják társaiknak. A campus ellentétes oldalán egy kisebb kávézó található.
A Farm és Garden (korábban MacNaughton) kollégiumokban működő Reed College Co-ops diákszervezet szokásai közé tartozik a hálaadási közös főzés.
A biológia tanszék déli részén, a „bioakvárium” becenevű aulában 2003-ban megnyílt Paradox kávézót a hallgatók üzemeltetik. A 2008 őszén átadott kollégiumkomplexumban megnyílt Paradiso kávézót egy cirkuszi témájú falfestmény elhelyezése miatt Café Circóra nevezték át. Ezt szintén a Bon Appétit üzemelteti, akik monopolhelyzetben vannak; a velük kötött szerződés tiltja mobil standok létesítését.

### A sportközpont 2021-es beomlása
A 2021. szeptember 15-ei hóviharban a sportközpont tetején összegyűlt hó egy tartógerenda megrongálódását és a tető beomlását okozta, amivel mindkét tornaterem, illetve a koronavírus-teszteléshez szolgáló eszközök is megsemmisültek.

## Oktatás
A bölcsészettudományi mellett öt intézet működik a főiskolán. Öt bölcsészettudományi és huszonhat egyéb alapképzési, 12 interdiszciplináris, hat duális, valamint orvosi és állatorvosi előkészítő képzéseket kínálnak.

### Szervezeti egységek
| Intézet                                           | Képzési területek                                                                                           |
| ------------------------------------------------- | --- |
| Művészeti                                         | Művészettörténet, műtermi képzés, tánc, zene, színház                                                       |
| Történelmi és Társadalomtudományi                 | Történelem, antropológia, gazdaság, politikatudomány, szociológia, nemzetközi és összehasonlító tanulmányok |
| Irodalmi és Nyelvi                                | Klasszikus irodalom, kínai, angol, francia, német és orosz nyelvek, kreatív írás, irodalomtudomány          |
| Matematikai és Természettudományi                 | Matematika, biológia, kémia, fizika                                                                         |
| Filozófiai, Vallási, Pszichológiai és Nyelvészeti | Filozófia, vallás, pszichológia, nyelvészet                                                                 |

### Bölcsészettudományi képzés
Richard Scholz rektor 1922-ben a képzési programot a bölcsészet- és természettudományok közötti rivalizálás elleni őszinte próbálkozásnak nevezte. A bölcsészettudományi oktatás 1943-tól egy év világirodalomi, valamint egy év világtörténelmi oktatásból állt, ez 1995-ben a kínai kultúrával egészült ki. A kurzuson később hangsúlyosabbá tették a városi és kulturális környezetek oktatását.
Manapság a kötelező Bevezetés a nyugati bölcsészettudományba kurzuson ókori görög és római irodalmat, történelmet, művészeteket vallást és filozófiát oktatnak. Második évtől több szabadon választható tárgy is felvehető; ezek egyike a Kínai civilizáció alapjai. A Modern Európa kezdetein reneszánsz irodalmat, a Modern bölcsészettudományokon a francia és az ipari forradalmak, valamint a modernizmus korát oktatnak. Az intézmény bölcsészettudományi konferenciát is szervez.

### Interdiszciplináris és duális képzések
Az intézmény Amerika-tanulmányok, környezeti tanulmányok, biokémia és molekuláris biológia, kémia-fizika, ókortörténet-vallás, tánc-színház, történelem-irodalom, nemzetközi és összehasonlító tanulmányok, irodalmi-színházi ismeretek, matematika-gazdaságtan és matematika-fizika területeken indít interdiszciplináris képzéseket.
Duális képzés mérnökinformatikus (Washingtoni Egyetem), mérnök (California Institute of Technology, Columbia Egyetem, Rensselaer Műszaki Egyetem), erdő- és környezetgazdálkodás (Duke Egyetem), illetve szépművészet (Északnyugat-csendes-óceáni Művészeti Főiskola) szakokon kínál duális lehetőségeket.

### Rangsorok
Miután a The Wall Street Journal 1994-ben közzétette, hogy egyes főiskolák hogyan igyekeznek a rangsorokat manipulálni, 1995-ben a Reed az országban elsőként megtagadta, hogy a U.S. News & World Report számára adatokat szolgáltasson. 2019-ben hallgatók egy csoportja kiszámolta, hogy a vállalat az intézményt a 38. helyett a 90. helyre sorolta. Malcolm Gladwell Revisionist History podcastje egyik epizódjában a Reed egy oktatója és hallgatói megvizsgálták, hogy az iskolát a rangsorban szándékosan sorolták-e hátra.
A Reed a Money magazin 2023-as rangsorában 3/5 pontot kapott. A a U.S. News & World Report 2022-es rangsorában a bölcsészettudományi intézmények között a 72., a leginnovatívabb intézmények között pedig a 13. helyen állt.
A Newsweek 2006-ban az iskolát az „új Ivyk” közé sorolta, 2012-ben pedig a 15. legszigorúbb intézménynek választották.
A Brookings Intézet a diplomások tíz évvel későbbi átlagfizetését tekintve az intézményt az alsó hat százalékba sorolta.

## Felvételi statisztikák

### Alapképzés
A 2022–2026-os évfolyamra 394 személyt – az addigi legtöbb, 9023 jelentkező – 30,8%-át vették fel. Az alulreprezentált kisebbségek hallgatói arányának növelése érdekében Discover Reed Fly-In Program néven utolsó éves középiskolások számára nyílt napot szerveznek, ahol a résztvevők minden költségét fedezik.

### Tandíjak
A 2022–2023-as tanévben a tandíj 80 710 dollár volt, a kiegészítő költségek (tankönyvek, étkezés, utazás stb.) további 3950 dollárt tettek ki. A hallgatók több mint fele részesült támogatásban, melynek átlagos értéke 52 284 dollár volt. 2017-ben a már végzettek 0,4%-ának volt tandíjtartozása (a 2023-as szövetségi átlag 7% volt).
Az intézmény tőkéje 2021. június 30-án 726 millió dollár volt. A 2008-ban kirobbant gazdasági világválság következtében az érték a 2007 júniusi 455 millióról 2009 júniusára 311 millióra csökkent, de 2013 végére meghaladta az 550 millió dollárt.

### Ösztöndíjak és elismerések
Az öregdiákok közül 118 Fulbright-, 67 Watson-, három pedig Churchill-ösztöndíjas, továbbá 32-en Rhodes-ösztöndíjasak (ami a bölcsészettudományi intézmények között a második legmagasabb), ketten pedig MacArthur-díjasak. Jelentős mértékű a PhD-képzésben (főleg természettudományi, történelmi, politikatudományi és filozófia szakokon) továbbtanulók száma: a Reed a Caltech és a Harvey Mudd Főiskola után arányaiban a harmadik (a Scientific America 1961-es értékelése szerint a Caltech után a második). Az országban a Reed képzi a legtöbb biológiadoktort.
Az NCAA divízió II-es intézményei körében 2004 februárjában megrendezett vitaesten a Reed csapata győzött.
Loren Pope, a The New York Times egykori szakírója Colleges That Change Lives című kiadványában a következőket írta: „Ha valódi értelmiségi vagy, és a tanulás öröméért tanulsz, akkor a te helyed nem a Harvardon, a Yale-en, a Princetonon, a Chicagón vagy a Stanfordon, hanem a portlandi Reeden van”.

## Droghasználat
Az 1960-as évek óta többen úgy gondolják, hogy a Reed elnézi hallgatói droghasználatát. A Yale Daily News által kiadott The Insider’s Guide to the Collegesben leírják, hogy az intézmény a szerhasználattal szemben csak károkozás esetén lép fel.
2008 áprilisában Alex Lluch hallgató kollégiumi szobájában herointúladagolás következtében elhunyt. Halálát követően egy néhány hónappal korábbi esetet is feltártak. Colin Diver rektor azt nyilatkozta, nem tudja, hogy ezek elszigetelt esetek, vagy egy nagyobb probléma részei. Szerinte „ha kimondod, hogy Reed, az embereknek két szó jut az eszükbe: az egyik az elme. A másik a drogok”. James Pitkin, a Willamette Week újságírója szerint a Reed az ország egyik utolsó olyan felsőoktatási intézménye, ahol a hallgatók szabadon drogozhatnak a retorzió veszélye nélkül. Egy hét múlva a szerkesztőség közzétette, hogy a weboldalukra érkezett ötszáz hozzászólás jelentős része erősen kritizálta az újságot.
2010 márciusában egy hallgató drogtúladagolást követően albérletében meghalt. A New York Times szerint a Reed a szigorú oktatási követelmények mellett szabad környezetet biztosít. A hatóságok ígéretet tettek arra, hogy civil ruhás rendőröket küldenek a Renn Fayre eseményre.
2012 áprilisában az intézmény vezetősége értesítette a hatóságokat, miután két másodéves kollégiumi szobájában 900–1300 gramm marihuánát, ecstasyt és LSD-t találtak. Colin Diver rektor közleményében értesítette a polgárokat, hogy a jövőben a droghasználatot nem tolerálják, mivel aláássa az intézmény hírnevét, a közösség egészségét és törvénybe ütközik.

## Politikai és társadalmi aktivizmus
A Reedet általánosságban balközép beállítottságúnak tekintik.
A McCarthy-éra 1950-es éveiben Duncan Ballantine rektorjelölt kirúgta Stanley Moore óraadót, mert nem működött közre az Amerika-ellenes tevékenységet vizsgáló bizottsággal. Az öregdiák-magazinban megjelent cikk szerint a Reed polgárai kiálltak három oktatójuk és az akadémiai szabadság elve mellett. Máshol az állítólagos kommunista kapcsolatokkal rendelkező oktatókat minimális tiltakozás mellett rúgták ki, azonban a Reeden olyan erős volt az ellenállás a politikai kihallgatások ellen, hogy az intézményt a bezárás fenyegette. 1981-ben az igazgatótanács hivatalosan visszavonta az 1954-es döntést, 1993-ban pedig Steve Koblik későbbi rektor meghívta a főiskolára Moore-t, ahol az 1954-es bizottság utolsó, még élő tagja elnézést kért tőle.

### Reed-hallgatók a rasszizmus ellen
2016. szeptember 26-án Isaiah Washington színész Twitteren közzétett felhívására a hallgatók csatlakoztak az afroamerikaiakkal szembeni rendőri brutalitás ellen meghirdetett Nemzeti Bojkott Napjához. A bojkottot követően létrehoztak egy akciócsoportot, amely követeléseket fogalmazott meg az alulreprezentált kisebbségek érdekében. Elsődleges elvárásuk a bölcsészettudományi kurzus átalakítása volt: szerintük Steve Martin King Tut című dalának oktatása rasszista. A hallgatók az előadások alatt feketéktől és más bőrszínűektől származó idézeteket tartalmazó táblákat tartottak. A hallgatók másik kifogása egyes szónokok, például Kimberly Peirce ellen volt, aki a vádak szerint A fiúk nem sírnak című filmjének forgatásakor profitált a transzfóbiából. A csoport ezután a főiskola és a Wells Fargo bank közötti kapcsolatra fókuszált; a vádak szerint a bank befektetett a Dakota-olajvezetékbe és magánbörtönökbe, ezért elfoglalták az Eliot épületet.
A tüntetésekkel nem mindenki értett egyet: Lucía Martínez Valdivia oktató kifejtette, hogy azok felerősítik PTSD-jét. 2017 novemberében Chris Bodenner, a The Atlantic újságírója arról írt, hogy egyre többen ellenzik a csoport módszereit. 2018 januárjában Libby Drumm, a bölcsészettudományi tárgyfelelős bejelentette, hogy a kurzust négy, rugalmas modullá alakítják.
A tüntetések és irodájának elfoglalása hatására 2018 júniusában John Kroger rektor lemondott.

## Hallgatói jelképek és szokások

### Griffmadár
A Reed kabalája az alapító Simeon Reed címerén, illetve újabban az iskola pecsétjén is látható griff, amely a mitológiában gyakran a nap szekerét húzta, Dante Isteni színjátékának 32. énekében pedig a jó és rossz tudásának fájával áll kapcsolatban.

### Színek
Az intézmény hivatalosan a Richmond-rózsa színét viseli, azonban az évek során egyre inkább a bordót használták. Az eredeti színek leggyakrabban az oklevelek szalagjain jelennek meg.

### Indulódalok
A Fair Reed című csapatindulót William Trufant Foster rektor szerezte az 1912-es Believe Me, If All Those Endearing Young Charms dallamára. Egyesek szerint a szintén ezen dallamon alapuló Harvard-induló ihlette. Manapság már ritkán hallható.
Az 1950-es évek óta a hallgatók a nem hivatalos dalt, a Glory, glory, Hallelujah!-n alapuló Epistemology Forevert éneklik.

### Becenevek
Kezdetben a hallgatók reediteknek nevezték magukat, de a második világháború óta a reedie becenevet használják. A leendő hallgatókat prospieknak hívják.

### Nem hivatalos szimbólumok
Az intézmény nem hivatalos mottója („Kommunizmus. Ateizmus. Szabad szeretet.”) az intézmény könyvesboltjában kapható ruhákon olvasható. A jelzőket az intézmény az 1920-as években kapta a kritikusoktól a nonkonformizmus miatt. William T. Foster alapító rektor ellenezte, hogy az USA belépjen az első világháborúba, támogatta a feminizmust és ragaszkodott az akadémiai szabadsághoz (például meghívta az Amerikai Szocialista Párt egy tagját, hogy az 1917-es oroszországi forradalmaknak a militarizmusra, a nők emancipációjára és a zsidóüldözés megszűnésére gyakorlott hatásairól beszéljen); ez és a szekuláris státusz az intézményt támadások célpontjává tette.
A hamis pecséten kezdetben a griffmadár sarlót és kalapácsot tartott, a későbbi változatokban boxkesztyűt visel.
A nem hivatalos szimbólumok egyike a 130 kilogrammos, rendszeresen el- és visszalopott Doyle bagoly szobra. Az eredeti alkotást House F bagolynak nevezték, mivel a Doyle kollégium eredeti neve F épület volt. Az eredeti szobrot egy fotó szerint az F épület lakói tréfából ellopták. Az eredeti alkotás azóta megsemmisült.

### Paideia
Januárban, a tavaszi félév kezdete előtt Paideia néven regisztrációs időszakot tartanak. Az 1968-ban az önálló tanulás érdekében engedélyezett rendezvény 1969 és 1981 között egy hónapig tartott. Az időszakban bárki tarthat előadást. Az oktatás informális, de a Reed értelmiségi légköréhez kapcsolódó. A programsorozat keretében tanítanak vízalatti kosárfonást (az általánosságban haszontalan kurzusokra használt hasonlat, a főiskola régi hagyománya), de harcművészeti és obskúrus tematikájú előadásokat is szerveznek. Az eseménysorozat célja nem csak a (haszontalan információk) tanítása, hanem a hallgatók bátorítása az oktatásra.
2005-ben a Stanfordon tartott előadásán Steve Jobs elmondta, hogy a Robert Palladino által tartott kalligráfiakurzus segített neki a Macintosh betűtípusainak megalkotásában.

### Renn Fayre
A Renn Fayre Is Coming háromnapos ünnepségsorozat, amely az 1960-as években reneszánsz felvonulásként kezdődött. Ugyan a reneszánsszal és az anakronizmussal kapcsolatos szokások kivesztek, nevét megtartotta. Az esemény kezdetén az abszolvált hallgatók dolgozataikat tábortűzbe dobják.

### Művészeti hét
A Reed Arts Week egyhetes művészeti programsorozat.

### Hallgatói szervezetek
A hallgatók szemeszterenként 130 dollár szolgáltatási díjat fizetnek, amelyet a hallgatói újság kiadására és a Hood-hegyi síkunyhó üzemeltetésére fordítanak. A szavazáson kiválasztott negyven szervezetet az évente összegyűjtött 370 ezer dollárból finanszírozzák. A The Reed College Quest (röviden Quest) hallgatói újság 1913 óta jelenik meg, a KRRC rádióadó pedig megszakításokkal 1955 óta sugároz, 2011 óta már csak online.
Ugyan néhány hallgatói szervezet (például a családtervezési) külső partnerekkel áll kapcsolatban, a legtöbbjük szervezetlenül működik. Némelyikük (például a motorizált bútorok köre) az évek során valóság helyett legendává vált.

## Bűnözés
A The Washington Post bűnügyi elemzése szerint a Reeden 2014-ben ezer hallgatóra 12,9 nemi erőszak jutott, ami az országban a legmagasabb.
2012-ben a Reedről jelentették az országban a harmadik legtöbb szexuális zaklatást. Az nem ismert, hogy ennek oka az esetek magas száma vagy az, hogy a személyzet bátorítja a hallgatókat minden történés jelentésére. 2013-ban az 1400 hallgató között 19 erőszakos cselekményt jelentettek. 2011-ben az esetek kezelésének módja miatt a fegyelmi bizottság egy tagja lemondott. A Közintegritási Központ vizsgálata szerint a szexuális cselekmények elkövetőivel szemben alig alkalmaztak retorziókat.

## A kultúrában
A Reed Főiskola több könyvben és filmben is szerepel, melyekben egy olyan intézményként mutatják be, ahová az átlagtól eltérőek érkeznek tanulni.

### Film
A campus 1977 óta több film helyszíne.
- Az 1977-es The Possessed egy salemi lánykollégium démonaival harcoló zombipapról szóló horrorfilm[132]
- A szintén 1977-es First Love főszereplője egy labdarúgó hallgató, aki beleszeret egy mással járó vonzó lányba[131]
- A 2007-es, vignettákra rögzített Feast of Love egy portlandi baráti társaságról szól[131][133]
- A szintén 2007-es Into the Wild Jon Krauker 1996-os azonos című regényének adaptációja; az Emory Egyetemen játszódó egyes jeleneteket a Reeden rögzítettek[134]
- A Blue Like Jazz Donald Miller regényét dolgozza fel; a film főszereplője egy a vallásból kiábrándult texasi lakos, aki beiratkozik a progresszív Reedre[135]

## Nevezetes személyek

### Hallgatók
- Arlene Blum, hegymászó
- Barbara Ehrenreich, feminista és szocialista aktivista
- Christopher Langan, összeesküvéselmélet-hívő
- Daniel Kottke, mérnökinformatikus
- David Eddings, író
- Dell Hymes, nyelvész
- Dr. Demento, rádiós műsorvezető
- Gary Snyder, költő
- Hope Lange, színész
- Howard Vollum, a Tektronix társalapítója
- James Beard, szakács
- John Bear, a távoktatás úttörője
- John Sperling, üzletember
- Larry Sanger, a Wikipédia társalapítója
- Mary Jo Ondrechen, vegyész
- Peter Norton, programozó
- Richard Danzig, haditengerészeti miniszter
- Steve Jobs, az Apple társalapítója

### Oktatók
- David J. Griffiths, fizikus
- Paul Douglas, szenátor
- Richard Crandall, fizikus

## Fordítás
- Ez a szócikk részben vagy egészben  a   Reed College című angol Wikipédia-szócikk ezen változatának fordításán alapul.  Az eredeti cikk szerkesztőit annak laptörténete sorolja fel. Ez a jelzés csupán a megfogalmazás eredetét és a szerzői jogokat jelzi, nem szolgál a cikkben szereplő információk forrásmegjelöléseként.